# Nicolas Steil
Nicolas Steil est un producteur et réalisateur luxembourgeois né le 2 janvier 1961.

## Biographie
Nicolas Steil a travaillé comme journaliste de la presse écrite avant de s'orienter vers le cinéma avec la fondation, en 1986,  de la société Iris Productions. Il joue un rôle important dans le développement de l'industrie cinématographique au Luxembourg.
Il a produit et réalisé un long métrage, Réfractaire, sorti en 2009.

## Filmographie

### Producteur
- 2003 : Le Club des chômeurs de Andy Bausch
- 2010 : La dernière fugue de Léa Pool
- 2010 : Dernier étage, gauche, gauche d'Angelo Cianci
- 2011 : Avant l'aube de Raphaël Jacoulot
- 2011 : De force de Frank Henry
- 2012 : La Clinique de l'amour de Artus de Penguern
- 2012 : J'enrage de son absence de Sandrine Bonnaire
- 2013 : Pinocchio de Enzo D'Alò
- 2014 : Divin Enfant d'Olivier Doran
- 2015 : Disparue en hiver de Christophe Lamotte
- 2015 : Colonia de Florian Gallenberger
- 2019 : Never Grow Old d'Ivan Kavanagh

### Réalisateur
- 2009 : Réfractaire
- 2021 : Le Chemin du bonheur